# Samuel Adrian
Samuel Adrian (2 maart 1998) is een Zweeds voetballer. De middenvelder speelt voor Malmö FF.

## Statistieken
| Club            | Seizoen         | Competitie | Competitie | Beker | Beker | Europees | Europees | Totaal | Totaal |
| Club            | Seizoen         | Weds       | Dpt        | Weds  | Dpt   | Weds     | Dpt      | Weds   | Dpt    |
| --------------- | --------------- | ---------- | ---------- | ----- | ----- | -------- | -------- | ------ | ------ |
| Malmö FF        | 2017            | 3          | 0          | 0     | 0     | 0        | 0        | 3      | 0      |
| Malmö FF        | 2018            | 9          | 0          | 0     | 0     | 2        | 0        | 11     | 0      |
| Malmö FF        | 2019            | 0          | 0          | 0     | 0     | 0        | 0        | 0      | 0      |
| Malmö FF        | Totaal          | 12         | 0          | 0     | 0     | 2        | 0        | 14     | 0      |
| Kalmar FF       | 2019            | 4          | 0          | 0     | 0     | 0        | 0        | 4      | 0      |
| Kalmar FF       | Totaal          | 4          | 0          | 0     | 0     | 0        | 0        | 4      | 0      |
| Malmö FF        | 2020            | 1          | 0          | 0     | 0     | 0        | 0        | 1      | 0      |
| Malmö FF        | Totaal          | 1          | 0          | 0     | 0     | 0        | 0        | 1      | 0      |
| Falkenbergs FF  | 2021            | 0          | 0          | 0     | 0     | 0        | 0        | 0      | 0      |
| Falkenbergs FF  | Totaal          | 0          | 0          | 0     | 0     | 0        | 0        | 0      | 0      |
| Carrière totaal | Carrière totaal | 17         | 0          | 0     | 0     | 2        | 0        | 19     | 0      |

Bijgewerkt tot en met 9 december 2020